# Liste des épisodes de Sam et Cat
Cet article présente le guide des épisodes de la série télévisée américaine Sam et Cat.

## Synopsis
Sam Puckett, ancienne présentatrice du web-show iCarly, quitte Seattle pour aller à Los Angeles. Elle y rencontre Cat Valentine, une élève de l'école Hollywood Arts. Après être venue à son aide, elles deviennent colocataires et montent une entreprise de baby-sitting.

## Généralités
- Aux États-Unis, la série a été diffusée entre le 8 juin 2013 et le 17 juillet 2014 sur Nickelodeon.
- En France, elle est diffusée depuis le 30 octobre 2013 sur Nickelodeon et rediffusée depuis le 19 novembre 2014 sur Nickelodeon 4Teen.
- Au Québec, elle est diffusée depuis le 31 décembre 2013 sur VRAK.TV.

## Distribution

### Acteurs principaux
- Jennette McCurdy (VF : Marie Millet) : Samantha « Sam » Puckett (personnage de iCarly)
- Ariana Grande (VF : Laëtitia Godès) : Catarina « Cat » Valentine (personnage de Victorious)
- Cameron Ocasio (VF : Benjamin Bollen) : Diceneo « Dice » Corleone
- Maree Cheatham (VF : Sylvie Ferrari) : Nona

### Acteurs récurrents
- Zoran Korach (VF : Benjamin Pascal) : Goomer
- Dan Schneider : Tandy (Voix)
- Lisa Lillien (VF : Brigitte Aubry) : Bungle (Voix)
- Ronnie Clark : Herb
- Nick Gore : Randy
- Griffin Kane : Max
- Emily Skinner : Chloe

## Périodicité
| Saison | Saison | Épisodes | États-Unis  | États-Unis      | France          | France       |
| Saison | Saison | Épisodes | Début       | Fin             | Début           | Fin          |
| ------ | ------ | -------- | ----------- | --------------- | --------------- | ------------ |
|        | 1      | 36       | 8 juin 2013 | 17 juillet 2014 | 30 octobre 2013 | 1er mai 2015 |

## Épisodes
| N° | #  | Titres                                                                            | Réalisation                  | Scénario                              | Diffusion originale | Diffusion française | Diffusion Québécoise | Code de production |
| --- | -- | --------------------------------------------------------------------------------- | ---------------------------- | ------------------------------------- | ------------------- | ------------------- | -------------------- | ------------------ |
| 1 | 1  | #NouvelleColocataire #Pilot                                                       | Steve Hoefer                 | Dan Schneider                         | 8 juin 2013         | 30 octobre 2013     | 30 décembre 2013     | 101                |
| Sam Puckett, ancienne présentatrice de la websérie iCarly, a quitté Seattle pour aller à Los Angeles. Elle rencontre Cat Valentine, élève d'Hollywood Art, dans une benne à ordure. Après être venue à son aide, elles deviennent très vite amies et décident d'emménager ensemble. Pour gagner de l'argent, elles gardent trois enfants et ouvrent leur propre entreprise de babysitting. |    |                                                                                   |                              |                                       |                     |                     |                      |                    |
| 2 | 2  | #SériePréférée #FavoriteShow                                                      | Steve Hoefer                 | Dan Schneider                         | 15 juin 2013        | 6 novembre 2013     |                      | 102                |
| Sam et Cat gardent deux garçons dont l'un ne peut s'empêcher de poser des questions et l'autre de faire des câlins. Les filles essaient également de sauver leur émission favorite qui risque d'être annulée. Sam a une idée spéciale pour sauver l'émission. |    |                                                                                   |                              |                                       |                     |                     |                      |                    |
| 3 | 3  | #PetitesTerreursAnglaises #TheBritBrats                                           | Adam Weissman                | Dan Schneider et Jake Farrow          | 22 juin 2013        | 13 novembre 2013    |                      | 104                |
| Pour que Nona puisse signer ses papiers pour ses cours à distance, Sam doit organiser une partie de bingo. Pendant ce temps, Cat garde Gwen et Ruby, deux anglaises qui escroquent Dice et leur baby-sitter. Les colocataires et leur ami décident de se venger. Invités : Sophia Grace Brownlee & Rosie McClelland. |    |                                                                                   |                              |                                       |                     |                     |                      |                    |
| 4 | 4  | #ChèvreInterdite #NewGoat                                                         | Steve Hoefer                 | Dan Schneider et Warren Bell          | 29 juin 2013        | 20 novembre 2013    |                      | 103                |
| Alors qu'elles tentent de convaincre leur propriétaire de ne pas les expulser, Sam et Cat doivent garder une chèvre. Dice commence à gérer la carrière de Goomer, un jeune sportif de 27 ans. |    |                                                                                   |                              |                                       |                     |                     |                      |                    |
| 5 | 5  | #CompétitonDeTextos #TextingCompetition                                           | Russ Reinsel                 | Dan Schneider et Christopher J. Nowak | 13 juillet 2013     | 27 novembre 2013    |                      | 108                |
| Cat découvre que Sam est très rapide lorsqu'elle écrit un sms et l'encourage à participer à la compétition de texto afin de gagner face à Butler Forso, le garçon qu'elles gardent. Pendant ce temps, Dice cherche à éviter un vieil ami. |    |                                                                                   |                              |                                       |                     |                     |                      |                    |
| 6 | 6  | #GuerreDesBabysitters #BabysitterWar                                              | Steve Hoefer                 | Dan Schneider et Christopher J. Nowak | 20 juillet 2013     | 4 décembre 2013     |                      | 105                |
| Sam et Cat se demandent qui est la meilleure babysitter après avoir reçu un compliment d'un de leur client. Toutes les deux tentent de gagner l'affection de leur clients. |    |                                                                                   |                              |                                       |                     |                     |                      |                    |
| 7 | 7  | #GommerSitting #GommerSitting                                                     | Adam Weissman                | Dan Schneider et Warren Bell          | 27 juillet 2013     | 11 décembre 2013    |                      | 106                |
| Sam et Cat gardent Goomer en l'absence de Dice. Mais elles se trompent de dose en lui donnant ses médicaments, ce qui lui fait perdre la vue juste avant un match. |    |                                                                                   |                              |                                       |                     |                     |                      |                    |
| 8 | 8  | #BébésGrimpeurs #ToddlerClimbing                                                  | Adam Weissman                | Dan Schneider et Jake Farrow          | 3 août 2013         | 18 décembre 2013    |                      | 107                |
| Une entreprise de Babysitting postent des faux commentaires sur internet à propos des services proposés par Sam et Cat. Les filles décident d'enquêter et comprennent que cette entreprise n'est pas ce qu'elle paraît être. |    |                                                                                   |                              |                                       |                     |                     |                      |                    |
| 9 | 9  | #MamanGoomer #MommaGoomer                                                         | Dan Frischman                | Dan Schneider et Christopher J. Nowak | 10 août 2013        | 19 février 2014     |                      | 111                |
| La mère de Goomer rend visite à son fils mais ne sait rien des activités du jeune homme. Dice demande l'aide de Sam et Cat afin de convaincre la mère de Goomer que son fils est professeur dans un lycée. |    |                                                                                   |                              |                                       |                     |                     |                      |                    |
| 10 | 10 | #Publicité #BabysittingCommercial                                                 | Steve Hoefer                 | Dan Schneider et Warren Bell          | 14 septembre 2013   | 26 février 2014     |                      | 112                |
| Afin de dynamiser leur entreprise, Sam et Cat tournent une publicité qui met en avant le chien de Dice. Une famille reconnaît le chien et fait tout pour le récupérer. |    |                                                                                   |                              |                                       |                     |                     |                      |                    |
| 11 | 11 | #LaRevancheDeGwenEtRuby #RevengeoftBritBrats                                      | Adam Weissman                | Dan Schneider et Warren Bell          | 21 septembre 2013   | 5 février 2014      |                      | 109                |
| Ruby et Gwen, les deux petites filles anglaises font leur retour et brouillent l'amitié entre Sam et Cat. Pour les punir, les filles décident d'inverser les dés. Invités : Sophia Grace Brownlee & Rosie McClelland. |    |                                                                                   |                              |                                       |                     |                     |                      |                    |
| 12 | 12 | #LeMystèreDeLaMotoVolée #MotorcycleMystery                                        | Steve Hoefer                 | Dan Schneider et Jake Farrow          | 28 septembre 2013   | 12 février 2014     |                      | 110                |
| Alors que Cat reste à la maison pour étudier, Sam, Dice et Goomer se rendent à une compétition de MMA, un art martial. En rentrant, ils découvrent que la moto de Sam a disparu et Cat ne se souvient de rien. Ils décident d'enquêter. |    |                                                                                   |                              |                                       |                     |                     |                      |                    |
| 13 | 13 | #CoffreFortSecret #SecretSafe                                                     | Adam Weissman                | Dan Schneider et Jake Farrow          | 5 octobre 2013      | 5 mars 2014         |                      | 113                |
| Sam ouvre un coffre et découvre un tunnel secret dans sa chambre. Pendant ce temps, Cat se filme durant 24 heures afin de se voir dans dix ans. |    |                                                                                   |                              |                                       |                     |                     |                      |                    |
| 14 | 14 | #OscarLaPoisse #OscarTheOuch                                                      | Russ Reinsel                 | Dan Schneider et Dave Malkoff         | 12 octobre 2013     | 12 mars 2014        |                      | 115                |
| Sam et Cat doivent garder Oscar, un enfant très maladroit et qui provoque beaucoup d'accidents. Les filles font tout pour qu'il passe une bonne journée en leur compagnie. |    |                                                                                   |                              |                                       |                     |                     |                      |                    |
| 15 | 15 | #PoupéeSitting #DollSitting                                                       | Steve Hoefer                 | Dan Schneider et Christopher J. Nowak | 19 octobre 2013     | 31 octobre 2014     |                      | 114                |
| Le jour d'Halloween, Sam et Cat doivent garder une étrange poupée, et Cat croit avoir changé Dice en singe après lui avoir lancé un sort. |    |                                                                                   |                              |                                       |                     |                     |                      |                    |
| 16 | 16 | #PeezyB                                                                           | Paul Coy Allen               | Dan Schneider et Jake Farrow          | 2 novembre 2013     | 9 avril 2014        |                      | 119                |
| Sam trouve une place en tant qu'assistante d'un rappeur, Peezy B. Pendant ce temps, Cat rencontre des difficultés à garder les enfants sans l'aide de Sam. Invité : Kel Mitchell. |    |                                                                                   |                              |                                       |                     |                     |                      |                    |
| 17 | 17 | #SalmonCat #SalmonCat                                                             | Russ Reinsel                 | Dan Schneider et Christopher J. Nowak | 9 novembre 2013     | 26 mars 2014        |                      | 117                |
| Sam et Cat souhaitent changer le nom de leur entreprise de Babysitting après avoir découvert qu'il ressemblait au titre d'une émission des années 1970. Les filles recherchent alors les créateurs de cette émission et font tout pour les réconcilier. Invités : Penny Marshall et Cindy Williams. |    |                                                                                   |                              |                                       |                     |                     |                      |                    |
| 18 | 18 | #Jumaladie #Twinfection                                                           | Steve Hoefer                 | Dan Schneider et Jake Farrow          | 16 novembre 2013    | 19 mars 2014        |                      | 116                |
| Afin de prouver qu'elle est intelligente, Cat décide de jouer un tour à Sam à l'aide des jumeaux qu'elles gardent. Sam décide donc de contacter sa jumelle, Mélanie, afin de faire une farce à Cat. |    |                                                                                   |                              |                                       |                     |                     |                      |                    |
| 19 | 19 | #MonOursAdoré #MyPoober                                                           | Steve Hoefer                 | Dan Schneider et Warren Bell          | 23 novembre 2013    | 2 avril 2014        |                      | 118                |
| Un client demande à Sam et Cat de garder sa peluche mais les choses se compliquent pour les filles. |    |                                                                                   |                              |                                       |                     |                     |                      |                    |
| 20 | 20 | #DingueDeChaussures #MadAboutShoe                                                 | Steve Hoefer                 | Lisa Lillien                          | 30 novembre 2013    | 16 avril 2014       |                      | 120                |
| Sam mange toutes les boulettes de viandes préparées par Cat et la jeune fille doit en préparer plus. En même temps, Cat découvre une chaussure et fait tout pour retrouver la paire manquante. Invité : Abby Wilde de la série Zoé. |    |                                                                                   |                              |                                       |                     |                     |                      |                    |
| 21 | 21 | #DistributeurMagique #MagicATM                                                    | Adam Weissman                | Dan Schneider et Christopher J. Nowak | 4 janvier 2014      | 16 avril 2015       | 9 septembre 2014     | 123                |
| Sam découvre que Cat dépense beaucoup d'argent et lui demande où elle l'a gagné. Cat lui parle alors d'un distributeur qui donnerait des billets gratuitement. Sam se demande si cette histoire n'est pas illégale. |    |                                                                                   |                              |                                       |                     |                     |                      |                    |
| 22 | 22 | #Corpuleux #Lumpatious                                                            | Russ Reinsel                 | Dan Schneider et Jake Farrow          | 11 janvier 2014     | 15 avril 2015       | 2 septembre 2014     | 122                |
| Sam et Cat parient avec le frère aîné d'un client que le mot "Corpuleux" est un mot qui existe. Quand elles découvrent le contraire, elles font tout pour que le mot apparaisse dans le dictionnaire. |    |                                                                                   |                              |                                       |                     |                     |                      |                    |
| 23 | 23 | #LeSautDeLaMort #Freddie #Jade #Robbie #TheKillerTunaJump: #Freddie #Jade #Robbie | Dan Schneider et Warren Bell | Adam Weissman                         | 18 janvier 2014     | 16 avril 2015       | 16 septembre 2014    | 124 - 125          |
| Lorsque Sam rencontre Jade, l'amie artiste de Cat, les deux jeunes filles deviennent rapidement amies et mettent à l'écart Cat. Suivant les conseils de Nona, Cat décide de « voler » un ami de Sam, Freddie Benson. Lorsque Sam le découvre, elle vole à son tour un ami de Cat, Robbie Shapîro. Pendant ce temps, Dice demande à Sam d'aller chercher à moto un homme étrange. Invités : Elizabeth Gillies et Matt Bennett de Victorious, Nathan Kress et Mary Scheer (Caméo) de la série iCarly. |    |                                                                                   |                              |                                       |                     |                     |                      |                    |
| 24 | 24 | #JourChouette #YayDay                                                             | Steve Hoefer                 | Dan Schneider et Warren Bell          | 20 janvier 2014     | 14 avril 2015       | 23 septembre 2014    | 121                |
| Cat décide d'inventer un jour férié pour offrir des cadeaux à tout le monde. Elle cherche à savoir quels cadeaux ses amis lui ont fait. |    |                                                                                   |                              |                                       |                     |                     |                      |                    |
| 25 | 25 | #CerveauCrush #BrainCrush                                                         | Dan Frischman                | Dan Schneider et Jake Farrow          | 8 février 2014      | 17 avril 2015       | 30 septembre 2014    | 126                |
| Sam et Cat commencent à remarquer que leurs amis sont obsédés par un nouveau jeu de téléphone qui distrait le public au spectacle de Cat. |    |                                                                                   |                              |                                       |                     |                     |                      |                    |
| 26 | 26 | #BlueDog #BlueDogSoda                                                             | Adam Weissman                | Christopher J. Nowak et Dan Schneider | 15 février 2014     | 20 avril 2015       | 7 octobre 2014       | 127                |
| Les filles commencent à faire leur propre version de leur soda préféré et commencent à en vendre, mais les autorités frappent à leur porte. |    |                                                                                   |                              |                                       |                     |                     |                      |                    |
| 27 | 27 | #EpisodeBêtisier #BlooperEpisode                                                  | Adam Weissman                | Dan Schneider et Jake Farrow          | 22 février 2014     | 1er mai 2015        | 14 octobre 2014      | 128                |
| Invités : Michael Eric Reid de la série Victorious, et Jerry Trainor (caméo) des séries Drake et Josh et iCarly. |    |                                                                                   |                              |                                       |                     |                     |                      |                    |
| 28 | 28 | #PoupéeDeFresno #FresnoGirl                                                       | Steve Hoefer                 | Dan Schneider et Christopher J. Nowak | 15 mars 2014        | 21 avril 2015       | 21 octobre 2014      | 129                |
| Sam et Cat promettent d'acheter une poupée à une petite fille si elle améliore ses notes. Sam et Cat ont des problèmes financièrement et Goomer perd sa chemise porte-bonheur. |    |                                                                                   |                              |                                       |                     |                     |                      |                    |
| 29 | 29 | #DansLaBoîte #StuckInABox                                                         | Dan Schneider et Warren Bell | Dan Frischman                         | 22 mars 2014        | 22 avril 2015       | 28 octobre 2014      | 130                |
| Le groupe doit sauver Cat qui est piégée à l'intérieur de l'un des tours de magie de Dice. |    |                                                                                   |                              |                                       |                     |                     |                      |                    |
| 30 | 30 | #ComplètementFolle #SuperPsycho                                                   | Steve Hoefer                 | Dan Schneider et Warren Bell          | 29 mars 2014        | 27 avril 2015       | 4 novembre 2014      | 133                |
| Nora utilise Dice comme un moyen de se venger de Sam, Sam et Cat sont obligées de demander de l'aide à Nevel. |    |                                                                                   |                              |                                       |                     |                     |                      |                    |
| 31 | 31 | #BébéVolant #DroneBabyDrone                                                       | Russ Reinsel                 | Dan Schneider et Jake Farrow          | 12 avril 2014       | 23 avril 2015       | 11 novembre 2014     | 131                |
| Sam et Cat rencontrent des problèmes lorsqu'elles essaient un nouveau service en ligne de livraison par drone. |    |                                                                                   |                              |                                       |                     |                     |                      |                    |
| 32 | 32 | #ProblèmesEnPremièreClasse #FirstClassProblems                                    | Steve Hoefer                 | Dan Schneider et Christopher J. Nowak | 26 avril 2014       | 24 avril 2015       | 18 novembre 2014     | 132                |
| Sam et Cat sont embauchées pour accompagner deux enfants désagréables sur un vol pour les Bahamas. Invités : Jessica Chaffin (en) de la série Zoé, et Josh Server. |    |                                                                                   |                              |                                       |                     |                     |                      |                    |
| 33 | 33 | #KO #KnockOut                                                                     | Russ Reinsel                 | Dan Schneider et Jake Farrow          | 14 juin 2014        | 28 avril 2015       | 25 novembre 2014     | 134                |
| En voulant aider Goomer à se débarrasser d'un tyran à son club de gym, Sam assomme un champion de MMA. |    |                                                                                   |                              |                                       |                     |                     |                      |                    |
| 34 | 34 | #Kidnapping #WeStealARockStar                                                     | Steve Hoefer                 | Dan Schneider & Christopher J. Nowak  | 12 juillet 2014     | 29 avril 2015       | 2 décembre 2014      | 135                |
| Sam et Cat essaient d'éviter d'avoir des ennuis quand elles frappent accidentellement le musicien Del DeVille. |    |                                                                                   |                              |                                       |                     |                     |                      |                    |
| 35 | 35 | #Perruqué #GettinWiggy                                                            | Russ Reinsel                 | Andrew Thomas                         | 17 juillet 2014     | 30 avril 2015       | 9 décembre 2014      | 136                |
| Quand Cat emmène Dice en Arizona pour le salon du cheveux, Sam est coincée à la maison avec une nouvelle colocataire inattendue pour le week-end, Nona. |    |                                                                                   |                              |                                       |                     |                     |                      |                    |